# MAJC
MAJC （Microprocessor Architecture for Java Computing的縮寫）是昇陽電腦於1990年代中后期设计的一種多核、多线程、超长指令字微处理器。 MAJC 处理器最初被称为 UltraJava 处理器，其目标是运行Java程序，昇陽電腦後來發佈的两个商业图形卡中集成了该处理器。